# Charlot och Charlotte
Charlot och Charlotte (originaltitel: Charlot og Charlotte) är en dansk TV-serie i fyra avsnitt, med manus och regi av Ole Bornedal. Serien sändes ursprungligen i dansk TV 1996 och visades även i svensk TV senare under året. En svensk-dansk DVD-utgåva producerades 2010.
TV-serien följer de två unga kvinnorna Charlot och Charlotte. De möts i seriens inledning på Kastrup och upplever därefter ett antal inre och yttre äventyr på sin resa genom Danmark, med Skagen som slutligt mål. Serien, som beskrivits som en hyllning till livet, kärleken och Danmark, är en existentialistisk roadmovie med både komiska inslag och drag av deckare. Den vann 1996 Prix Italia i klassen bästa fiction/drama.

## Handling och teman

### Berättelsen
Serien är en roadmovie, som berättar historien om två mycket olika unga kvinnor. Charlot och Charlotte stöter på varandra på Kastrups utrikesterminal, där de båda precis upplevt känslan av svek. Serien följer därefter deras gemensamma resa, som för dem mot Skagen genom ett Danmark befolkat av många säregna personligheter. Där finns senila äldre män med hemlängtan, psykopatiska massmördare, teatergrupper med bilproblem, diktatoriskt styrda äldreboenden, cigarrökande poliskommissarier, synska dvärgar och egenkära TV-kändisar.
Serien behandlar tro och religion utifrån flera olika perspektiv. Charlotte förföljs av den kristna sekt (Jobs børn) som hon tidigare varit medlem av, medan hennes föräldrar är medlemmar av den pietistiskt färgade Indre Mission. De fyra episodtitlarna har alla en mer eller mindre filosofisk ton:
1. "Gud ser allt – även om man inte tror på honom"[a] (danska: "Gud ser alt – osse selvom man ikke tror på ham")
2. "Nu ska ni lämna mig" ("Nu forlader I mig")
3. "Jag såg in i dig!" ("Jeg så ind i dig")
4. "Man kan frukta allt här i världen – därför ska ni inte frukta något" ("Man kan frygte alting her i verden – derfor skal I ikke frygte noget som helst")

De fyra avsnitten är också kopplade till varsitt tema, vilket presenteras på en skylt som huvudpersonerna plötsligt passerar i de olika avsnitten. I avsnitt tre är temat hopp (HÅB), i avsnitt fyra kärlek (KÆRLIGHED).
| Charlot och Charlotte är en roadmovie genom Danmark, från väntan på Kastrup till Sankt Hans-bål i Skagen. |  | Charlot och Charlotte är en roadmovie genom Danmark, från väntan på Kastrup till Sankt Hans-bål i Skagen. |
| Charlot och Charlotte är en roadmovie genom Danmark, från väntan på Kastrup till Sankt Hans-bål i Skagen. |  | |

### Olika teman
TV-serien är ett modernt äventyr, som börjar med ett möte mellan främlingar, förvandlas till en flykt och på samma gång upptäcktsresa i formen av en roadmovie. I tredje och fjärde delen utvecklas resan till en frigörelseresa och en spelplan för personlig utveckling som syftar till att bygga upp en ny identitet. Mot slutet av berättelsen övergår det bärande temat till en hemresa, där huvudrollsfigurerna möter både föräldrar, dansk kulturhistoria (målarnas Skagen) och sina nya identiteter. Resan har nått sitt mål, genom att de som flytt kommit hem – någon annanstans.
Förändringen i TV-serien inpräglas också via musiken, som övergår från dramatik och uppbrott till R.E.M.:s rock i början till mer nationalromantiska motiv ju närmare Skagen man kommer. Ledmotivet, komponerat av Joachim Holbek, fungerar som en pastisch på musiken i TV-serien efter Holger Drachmanns Det var en gång.
Samtidigt betar episoderna i tur och ordning av de tre grundtemana tro, hopp och kärlek. I det stora hela är serien – enligt DR – en hyllning till livet, till kärleken och till Danmark. Den kretsar inte, till skillnad från mycken modernistisk filmkonst, kring katastrofer och cynism, utan den är ett drama som innehåller en hel del lek och humor.
I seriens början har de båda huvudrollsfigurerna till synes helt oförenliga personligheter, där den arroganta och självmedvetna Charlot från Manhattan möter den osäkra, självutplånande Charlotte från Valby. Under resans gång lär sig den naiva och lantliga Charlotte spontanitet och viljestyrka från den smarta storstadstjejen Charlot. Den senare lär sig genom Charlotte att sätta värde på det jordnära och de äkta upplevelserna.

### Filmiska referenser
Charlot och Charlotte är en roadmovie med ironiska och mediemedvetna inslag. Genom serien görs pastisch på flera välbekanta filmer och TV-serier. Här kan nämnas:
- Två danska TV-serier refereras till tydligt. Beskrivningarna av livet i Skagen innehåller blinkar till Fiskerne (från 1977), bland annat namnet på olika rollfigurer. Dessutom liknar Avi Sagilds roll den hon gjorde i just Fiskarna. Man påminns om Lars von Triers Riket både genom figuren Birksteds "flykt" från Rigshospitalet och den röda clownnäsan på sjukhuspersonalen längre fram i berättelsen.[3]

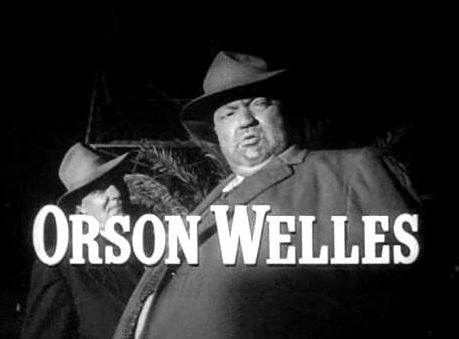
Filmens Orson är baserad på Orson Welles poliskommissarie i En djävulsk fälla.

- Orson är medvetet modellerad utifrån Orson Welles poliskommissarie i En djävulsk fälla.[7][3]
- De två kvinnornas resa har likheter med intrigen i Thelma & Louise.[7] De senares blågröna Thunderbird 1966 motsvaras här av en blå Mercedes Benz 1963.[3]
- En scen i TV-serien är byggd utifrån en scen i Ingmar Bergmans Smultronstället.[7]
- Den diktatoriska föreståndarinnan för äldreboendet har vissa drag av syster Fletcher i Gökboet.

## Rollista
- Charlotte Margrethe Jensen (Helle Dolleris) – en snäll och naiv ung kvinna. Hon har precis lämnat sekten Jobs børn, dricker helst inte starka drycker och kör en Volkswagen Typ 1. Hon avgudar Hans Jørgen Wilder.
- Charlot (Ellen Hillingsø) – Charlottes motsats i det mesta. Hon har bott åtta år på Manhattan och har inte mycket gott att säga om det lilla Danmark.
- (Greve) Birksted (Ove Sprogøe) – en liftare i sjukhussärk. Han längtar bort från "det linjära" (Rigshospitalet) och hem till det fina (hans hembygd på Fyn, en ö som han kallar Fin).
- Weirdo-Kaj (Jess Ingerslev) – råkar på Charlot och Charlotte på en bar och ser sin chans att locka hem någon för natten.
- Hans Jørgen Wilder (Jarl Friis-Mikkelsen) – TV-stjärna som tror att han är något.
- Pastor Zeem (Baard Owe) – sektledare i Jobs børn ('Jobs barn') med demoniska drag.
- Poul-Teddy (Preben Kristensen) – en underhållande typ med mörka sidor.
- Orson (Tommy Kenter) – cigarrökande poliskommissarie med egen karaktär.
- Niels (Peter Gilsfort) – Charlottes bror, som arbetar som fiskare i Skagen.
- Charlottes mor (Avi Sagild) – gammeldags kristen, medlem av Indre Mission.
- Föreståndare för äldreboende (Isa Holm) – föreståndarinna med diktatoriska drag.
- Teaterdirektören (Preben Harris) –
- Nicolaj (Michel Castenholt) – gycklare i den kringresande teaterensemblen.
- Thomas "To" (Nicolaj Kopernikus) – en vänlig själ vars hjärta slår i samma takt som Charlottes.

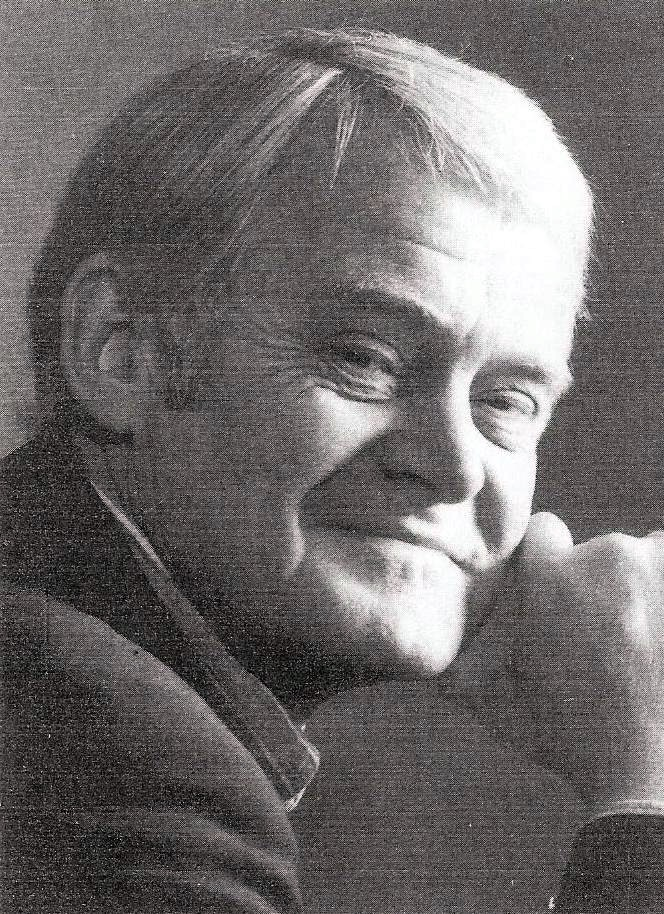
Ove Sprogøe (foto från 1988) – den hemlängtande "Birksted".
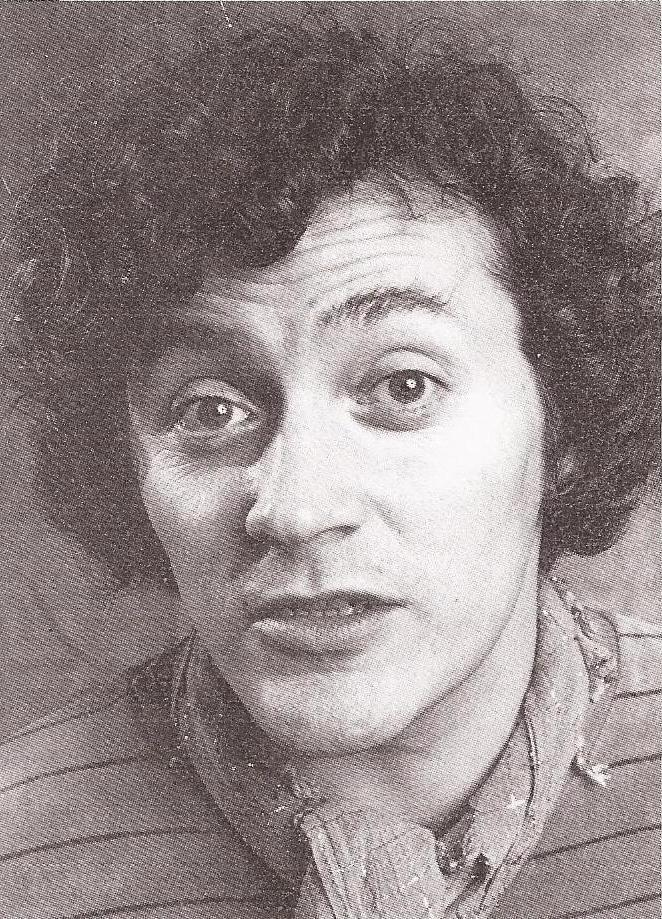
Jess Ingerslev (1983) – barbesökaren "Weirdo-Kaj".
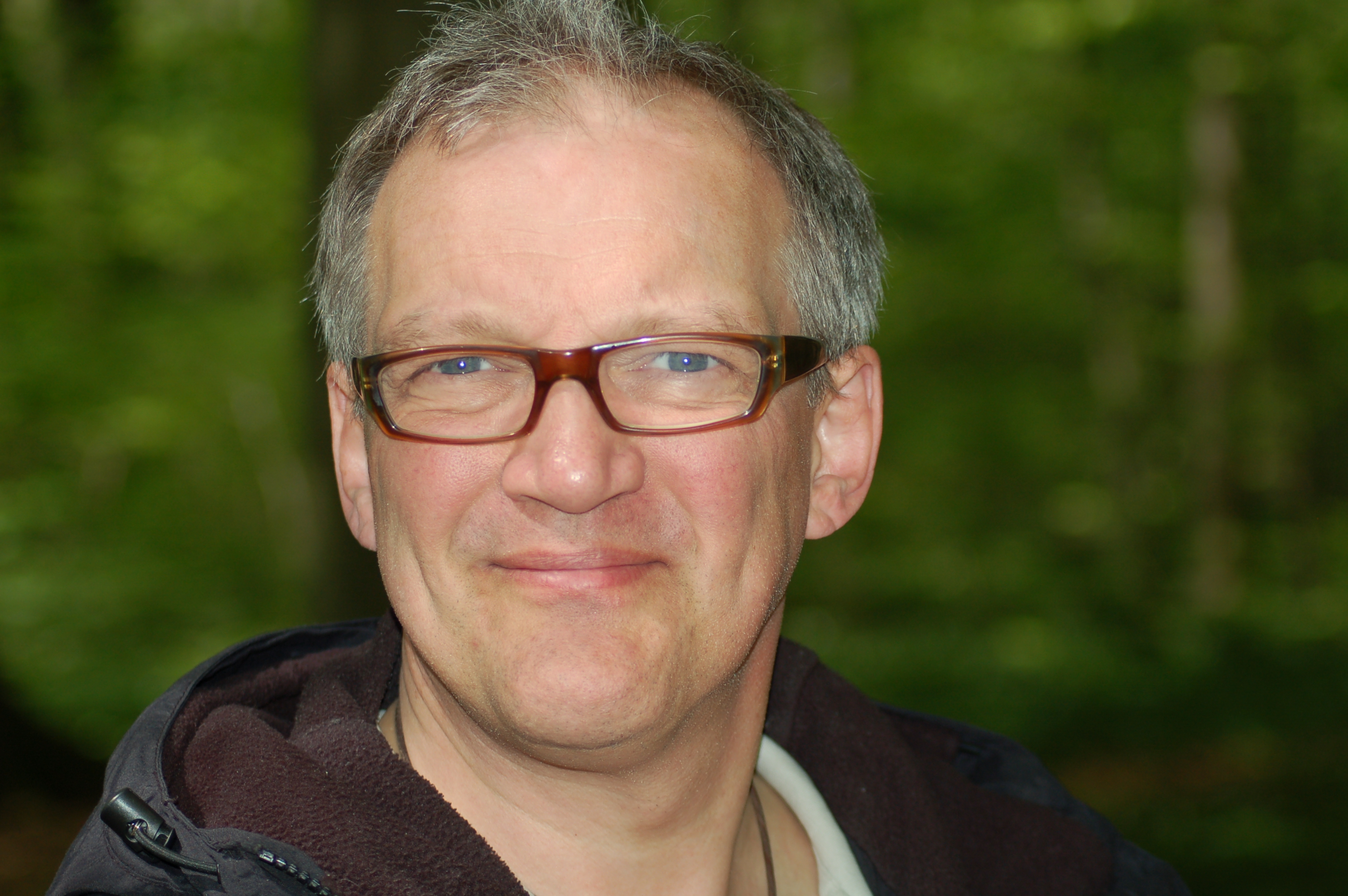
Preben Kristensen (2008) – den ombytlige "Poul-Teddy".

## Produktion
Charlotte och Charlotte är en dansk-svensk samproduktion. Den producerades av dansk Thura Film A/S i samarbete med dramaavdelningen på Danmarks Radio. Dessutom deltog Sveriges Television i Malmö och Nordisk Film- och TV-fond i finansieringen. TV-serien är filmad i bredbildsformat (16:10).

### TV-musiken
Joachim Holbek skrev originalmusiken till serien. Därutöver använde man en hel del befintlig musik, bland annat "Bang and Blam" från R.E.M.:s album Monster. Dessutom hördes i serien bland annat:
- INXS – "Mystify"
- R.E.M. – "Everybody Hurts"
- Ulla Pia – "Sommeren det hændte"
- Bjørn Tidmand – "Lille sommerfugl"
- Jørgen Ingmann – "Far, jeg kan ikke få hul på kokosnødden"
- Nirvana – "Lithium"
- Moby – "Inside"
- Nirvana – "Smells Like Teen Spirit"
- Jørgen Ingmann – "Sikken en herlig dag"
- k.d. lang – "Apogee" och "Lifted by Love"
- Huey Lewis and the News – "Power of Love"
- Kim Larsen – "Kvinde min"
- D-A-D – "Reconstrucdead"

## Premiär och mottagande
Charlot och Charlotte sändes första gången i Danmarks TV-kanal DR 1, fyra söndagar i september 1996.
TV-serien blev väl mottagen av recensenterna och rosades för sin humor och värme. Lisbeth Reinholt Nielsen jämförde den i sin akademiska uppsats "We're Puppets on a String" med bland annat Twin Peaks, också den en "post-modernistisk" TV-serie som kombinerade lekfullhet och genrepastisch med dramatiskt och psykologiskt djup. Ett par år tidigare hade Ole Bornedals danska regissörskollega Lars von Trier nått stora framgångar med Riket, där man också utforskade TV-dramats möjligheter.

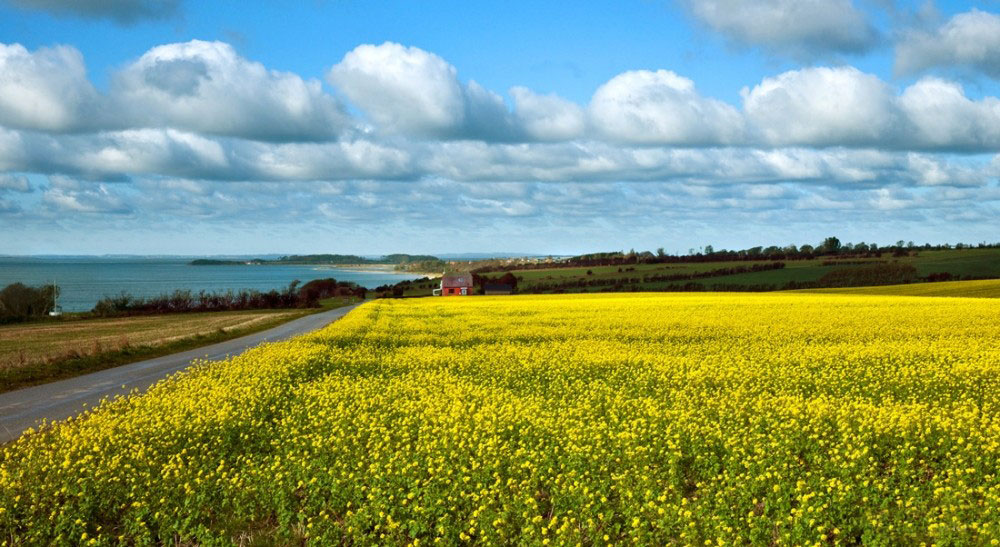
TV-serien bjuder på en resa genom olika sidor av Danmark. På Fyn möts den hemlängtande "Birksted" av en ö klädd i gult.

Gunhild Agger beskrev (i filmtidningen Ekko) Charlot och Charlotte som en fabulerande berättelse där livlig samtidssatir och ett metaberättande med stor ironi mötte varandra.
| ”                     | Den är en livsbejakande historia, kanske lite banal men berättad på ett obanalt sätt. Berättandet bygger på två element: ett genrebrott som blandar roadmoviens och äventyrskomedins grunddrag /…/ och ett uttalat självbespeglande av mediet som sådant /…/ | „ |
| – Gunhild Agger, 2006 | |   |

Charlot och Charlotte har vid ett antal tillfällen ingått i dansk- och medieundervisningen på dansk gymnasie- och universitetsnivå. 1996 vann TV-serien Prix Italia i klassen bästa Fiction/Drama.

### Stämning mot DR
Ett antal skivbolag inlade 1997 stämning mot Danmarks Radio (DR), som utan tillstånd använt deras musik när de visat Charlot och Charlotte i TV. Målet hamnade till slut i Danmarks högsta domstol, som november 2002 frikände DR under förutsättning att man betalade normal musikersättning till skivbolagen. Dessutom skulle DR ha rätt att använda musiken vid visning i TV. Däremot gavs i domen inget tillstånd till användande av musiken i någon annan återgivning.

## Senare visningar

### TV
TV-serien visades november/december 1996 i Sveriges Television. I Danmark repriserades den på dansk TV januari 2003.

### DVD-utgåva
Efter en lång väntan blev serien 2010 utgiven på DVD (två skivor i en box). I den här versionen är mycket av musiken från visningen på TV ersatt av annan musik. Mest markant är R.E.M.:s "Bang and Blame" utbytt mot musik av Leonard Cohen. Även Nirvanas "Lithium", som Charlot och Charlotte headbangar till i den senares bil (under en bilfärd genom ett sommarlandskap på Fyn), har bytts ut.
Den svenska undertextningen på DVD:n innehåller flera skillnader gentemot textningen vid SVT-sändningen. Charlot kallar bland annat Charlotte för "klumpe", där TV-översättningen hade "kossa"; den danska filmrepliken är klumpe.
- Charlot & Charlotte, Thura Film/DR/All Right Film, Z13 F5797, 2010 (DVD). Tal: danska; textning: danska, norska, svenska.